# Giuseppe Pilla
Giuseppe Pilla (Conegliano, 2 dicembre 1822 – Conegliano, 16 giugno 1879) è stato un avvocato e patriota italiano.

## Biografia
Fu componente della spedizione dei Mille di Garibaldi.
Gli è stata intitolata una via della città di Conegliano.

## Gli altri garibaldini coneglianesi
- Giovanni Battista Marin
- Pietro Scarpis
- Giuseppe Cocolo